# Georgië op het Eurovisiesongfestival 2010

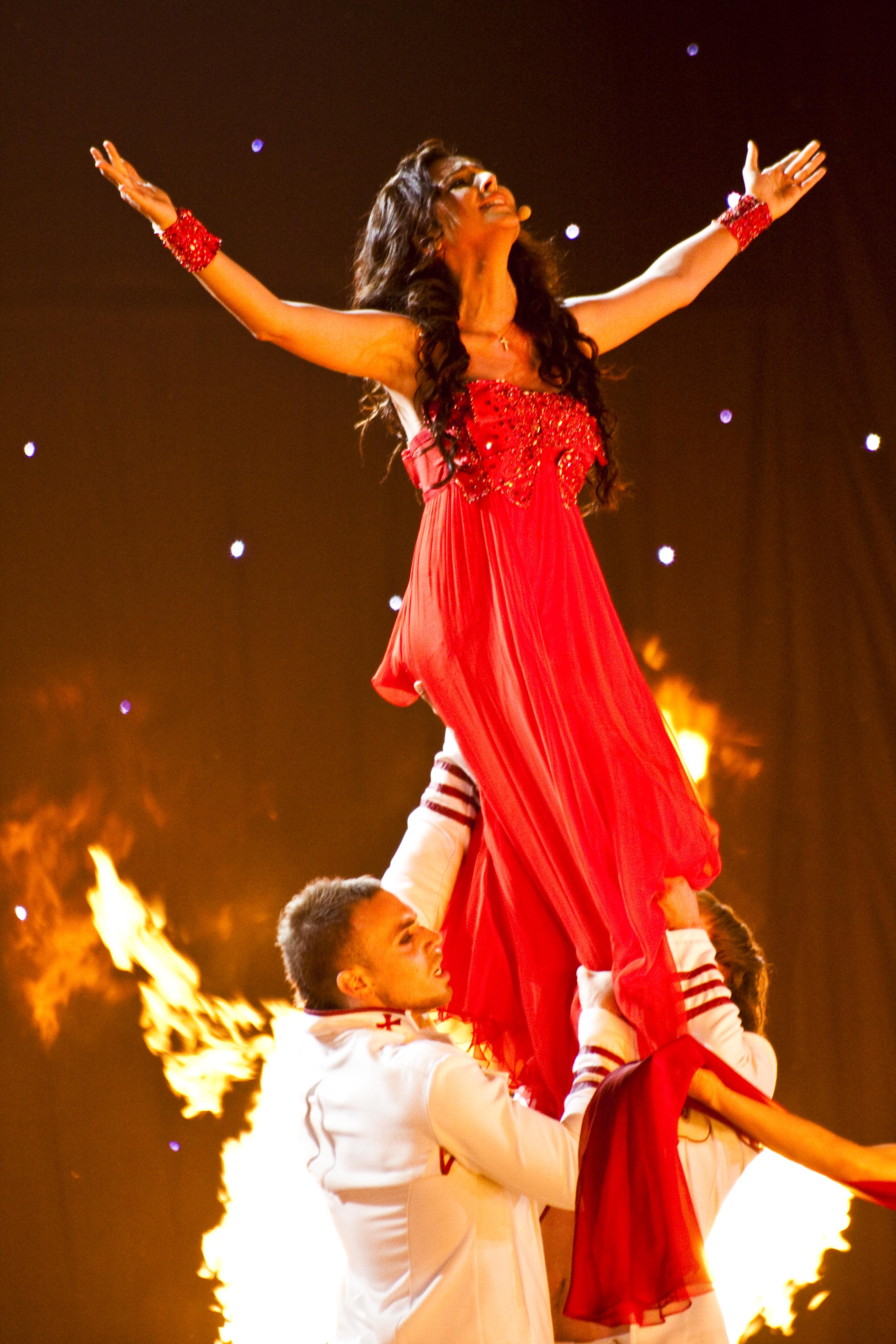
Sopho Nizjaradze tijdens de halve finale van het Eurovisiesongfestival 2010

Georgië deed mee aan het Eurovisiesongfestival 2010 in Oslo, Noorwegen. Het was de 3de deelname van het land op het Eurovisiesongfestival. GBP was verantwoordelijk voor de Georgische bijdrage voor de editie van 2010.

## Nationale finale
Zangeres Sopho Nizjaradze won de nationale finale met het lied Shine. In de Georgische finale zong Sopho zes liedjes, waarna Shine, dat door Hanne Sorvaag,  Harry Sommerdahl en Chistian Leuzzi is geschreven, als winnaar uit de bus kwam.
| Startplaats | Artiest          | Lied            | tekst(l) / Muziek (m)                                                    |
| ----------- | ---------------- | --------------- | ------------------------------------------------------------------------ |
| 1           | Sopho Nizjaradze | "Our World"     | Mikheil Mdinaradze (m & l)                                               |
| 2           | Sopho Nizjaradze | "Sing My Song " | Svika Pick (m & l)                                                       |
| 3           | Sopho Nizjaradze | "Never Give In" | Tinatin Japaridze (m & l), Ben Robbins (m & l), Billy Livsey (m & l)     |
| 4           | Sopho Nizjaradze | "For Eternity"  | Carlos Coelho (m & l), Andrej Babić (m & l)                              |
| 5           | Sopho Nizjaradze | "Call Me"       | Brandon Stone (m & l)                                                    |
| 6           | Sopho Nizjaradze | "Shine"         | Hanne Sørvaag (m & l), Harry Sommerdahl (m & l), Chistian Leuzzi (m & l) |

## In Oslo
Ook de nationale finale in Georgië was volledig gericht aan één artiest: Sopho. Het was overigens een compositie van dezelfde auteur die ook het nummer van Noorwegen schreef. Sopho moest een bizarre choreografie uitvoeren die niets met het nummer te maken had. De dansers zwieren haar immers naar alle kanten van het podium. Gelukkig bleef de zangeres puik zingen, desondanks alle vreemde houdingen. Ze werd er voor beloond met een plaatsje in de top 10 in de finale. Leuke details: op de kraag van de dansers is de Georgische vlag afgeprint en Sopho liep blootsvoets rond op het podium.